# Iris Browser
Iris Browser — це припинений веббраузер для смартфонів Windows Mobile і персональних цифрових помічників (PDA), розроблений компанією Torch Mobile. Перша версія була випущена у 2008 році. Це був один із перших мобільних браузерів, який набрав 100 балів у тесті Acid3.
RIM придбала Torch Mobile у 2009 році та припинила виробництво Iris.

## Особливості
Iris базується на механізмі візуалізації WebKit з SquirrelFish Extreme, API плагіна Netscape та JavaScript / ECMAScript 1.5.
Він має розширену підтримку HTML і CSS, а також підтримку SVG, XPath і XSLT.
Він підтримує настроюваний інтерфейс і керування сенсорним екраном, блокувальники спливаючих вікон і підтримку мобільного профілю XHTML 1.x.
Він має розширені функції безпеки, розширену навігацію мобільними клавішами, HTTP- кеш, оптимізований для низького використання диска, автозаповнення історії та підтримку SSL і автентифікованого проксі.

## Продуктивність
Відповідно до незалежного тестування, Iris 1.1.5 завантажує сторінки повільніше, ніж його найближчий конкурент Opera Mobile. Інтерфейс користувача був значно покращений аж до версії 1.1.9, яка була випущена 6 липня 2009 року.
Згідно з тестуванням, проведеним компанією Torch Mobile, Iris 1.1.2 перевершив Access NetFront 3.5 і Opera Mobile 9.5 у тесті SunSpider Javascript.